# Nodaway County
Das Nodaway County ist ein County im US-amerikanischen Bundesstaat Missouri. Im Jahr 2020 hatte das County 21.241 Einwohner und eine Bevölkerungsdichte von 9,4 Einwohnern pro Quadratkilometer. Der Verwaltungssitz (County Seat) ist Maryville, das nach Mary Graham benannt wurde, der Frau eines damals prominenten Politikers aus dieser Gegend.

## Geografie
Das County liegt fast im äußersten Nordwesten von Missouri, grenzt im Norden an Iowa und ist im Westen etwa 45 km von Nebraska entfernt. Es hat eine Fläche von 2273 Quadratkilometern, wovon 3 Quadratkilometer Wasserfläche sind. Das County wird vom Nodaway River und dem One Hundred and Two River durchflossen. An das Nodaway County grenzen folgende Nachbarcountys:
| Page County (Iowa) | Taylor County (Iowa) | Worth County  |
| Atchison County    |                      |               |
| Holt County        | Andrew County        | Gentry County |

## Geschichte
Das Nodaway County wurde 1845 auf einem Teil des 1836 durch den Platte Purchase von den Indianern an die USA abgetretenen Gebietes gebildet. Benannt wurde das County nach dem Nodaway River.

## Demografische Daten

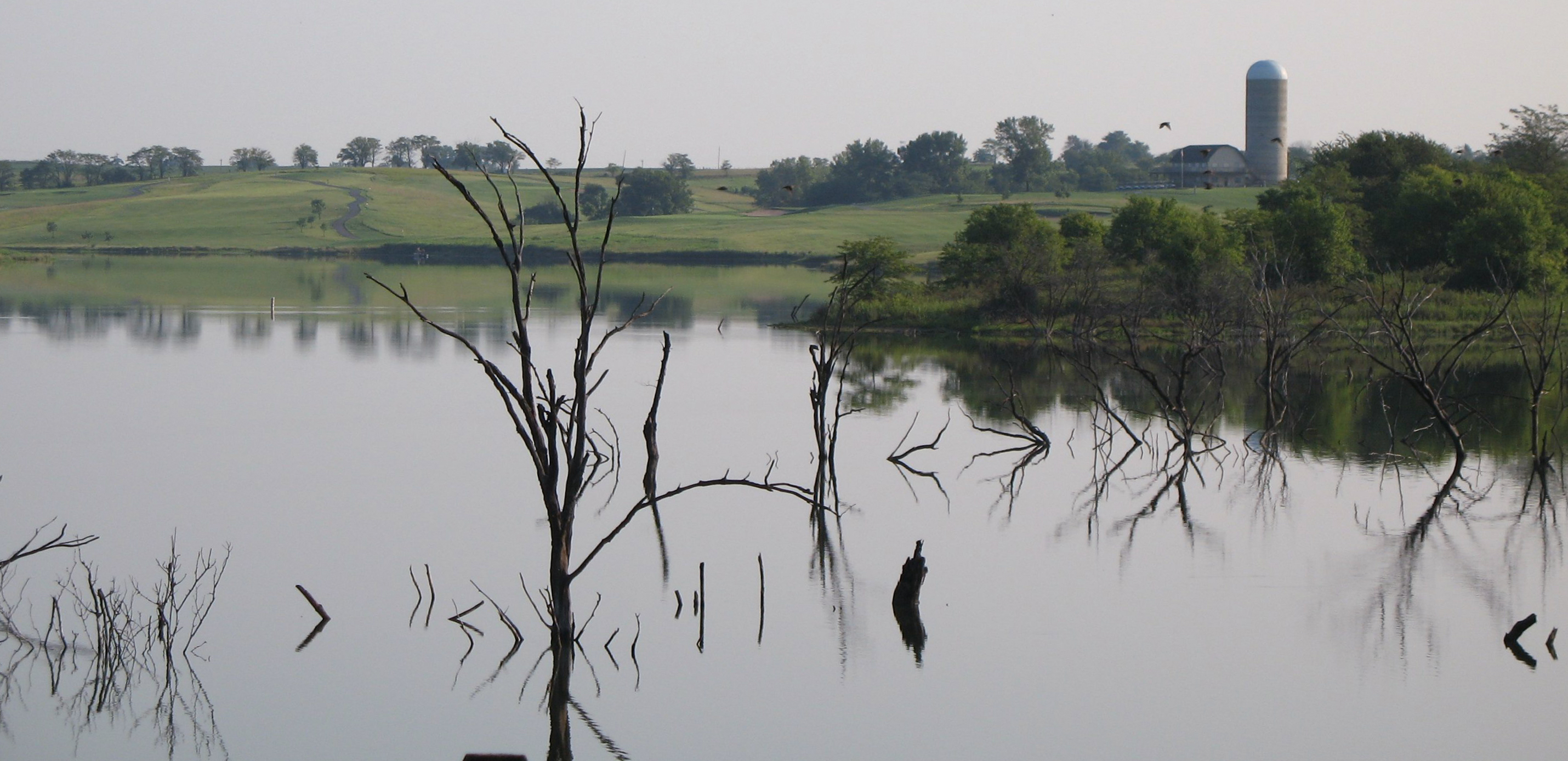
Mozingo Lake Golf Course bei Maryville

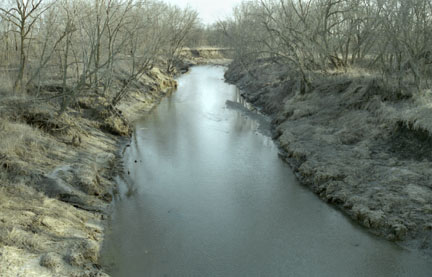
Seitenarm des One Hundred and Two River

Nach der Volkszählung im Jahr 2010 lebten im Nodaway County 23.370 Menschen in 8341 Haushalten. Die Bevölkerungsdichte betrug 10,3 Einwohner pro Quadratkilometer. In den 8341 Haushalten lebten statistisch je 2,43 Personen.
Ethnisch betrachtet setzte sich die Bevölkerung zusammen aus 94,5 Prozent Weißen, 2,7 Prozent Afroamerikanern, 0,2 Prozent amerikanischen Ureinwohnern, 1,5 Prozent Asiaten sowie aus anderen ethnischen Gruppen; 1,0 Prozent stammten von zwei oder mehr Ethnien ab. Unabhängig von der ethnischen Zugehörigkeit waren 1,4 Prozent der Bevölkerung spanischer oder lateinamerikanischer Abstammung.
18,1 Prozent der Bevölkerung waren unter 18 Jahre alt, 68,7 Prozent waren zwischen 18 und 64 und 13,2 Prozent waren 65 Jahre oder älter. 49,6 Prozent der Bevölkerung war weiblich.

Das jährliche Durchschnittseinkommen eines Haushalts lag bei 38.621 USD. Das Pro-Kopf-Einkommen betrug 18.909 USD. 22,8 Prozent der Einwohner lebten unterhalb der Armutsgrenze.

## Ortschaften im Nodaway County
Citys
| - Barnard - Burlington Junction - Clearmont - Conception Junction | - Elmo - Graham - Hopkins - Maryville | - Parnell - Quitman - Ravenwood - Skidmore |

Villages
- Arkoe
- Clyde
- Guilford
- Pickering

Unincorporated Communities
| - Bedison - Conception - Dawsonville - Gaynor | - Orrsburg - Possum Walk - Pumpkin Center - Wilcox |

## Gliederung
Das Nodaway County ist in 15 Townships eingeteilt:
| Township              | Einwohner (2010) | FIPS     |
| --------------------- | ---------------- | -------- |
| Atchison Township     | 400              | 29-02350 |
| Grant Township        | 560              | 29-28504 |
| Green Township        | 284              | 29-29008 |
| Hopkins Township      | 739              | 29-33022 |
| Hughes Township       | 426              | 29-33634 |
| Independence Township | 403              | 29-35036 |
| Jackson Township      | 986              | 29-35954 |
| Jefferson Township    | 836              | 29-36908 |

| Township             | Einwohner (2010) | FIPS     |
| -------------------- | ---------------- | -------- |
| Lincoln Township     | 389              | 29-42824 |
| Monroe Township      | 419              | 29-49376 |
| Nodaway Township     | 843              | 29-52724 |
| Polk Township        | 15.777           | 29-58808 |
| Union Township       | 476              | 29-74824 |
| Washington Township  | 358              | 29-77614 |
| White Cloud Township | 474              | 29-79342 |
|                      |                  |          |